# Carolinum (Nysa)

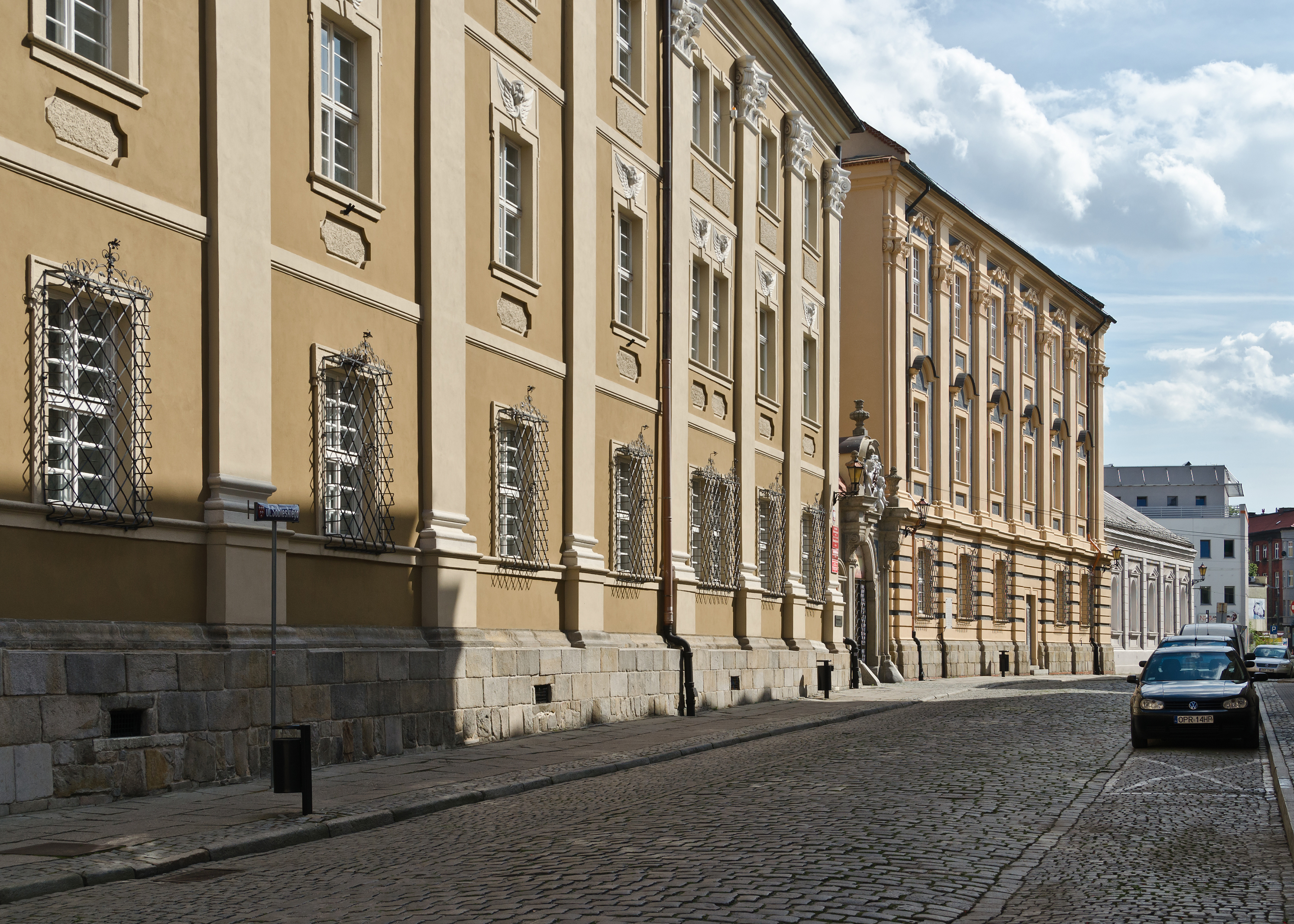
Budynki gimnazjum i kolegium

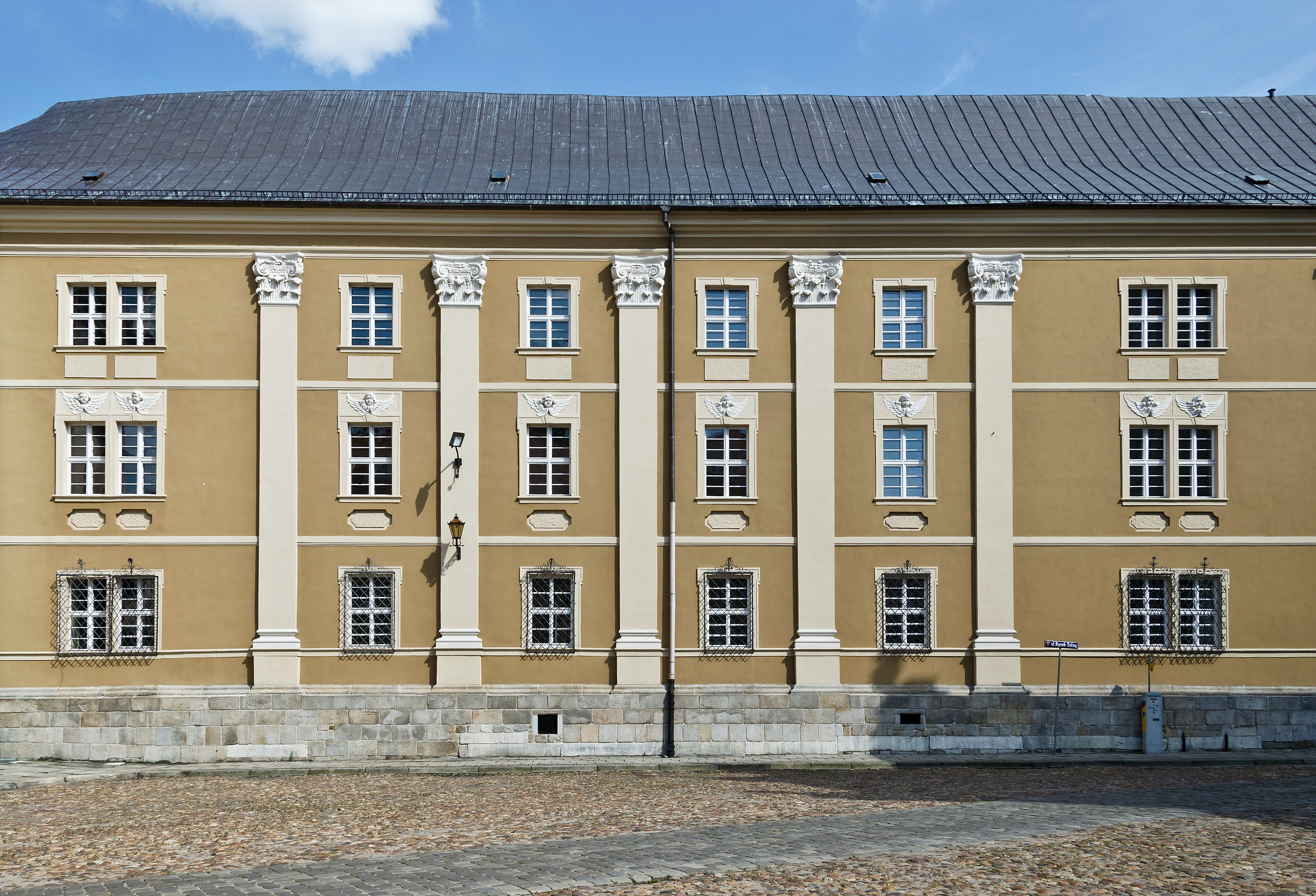
Budynek kolegium

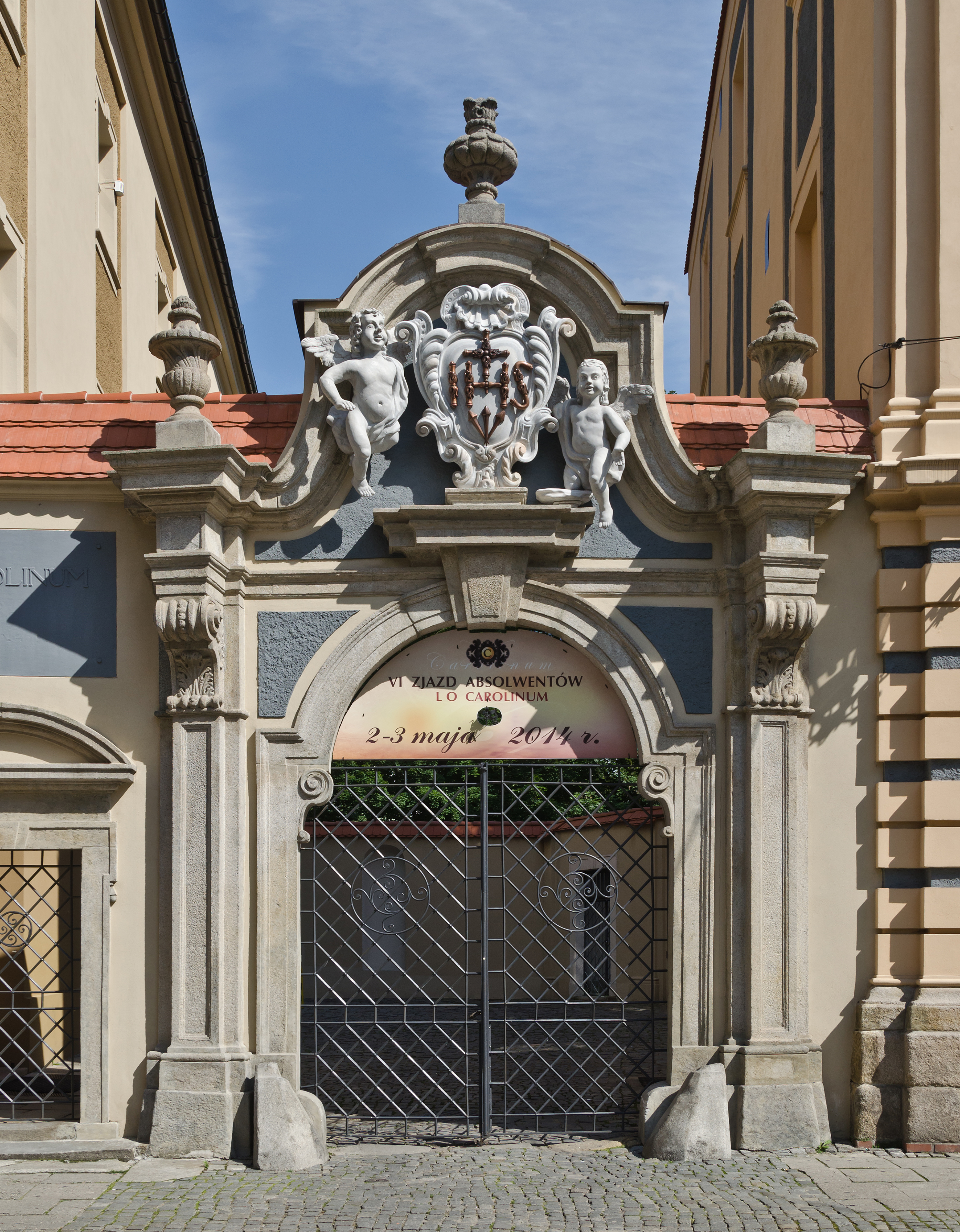
Główne wejście

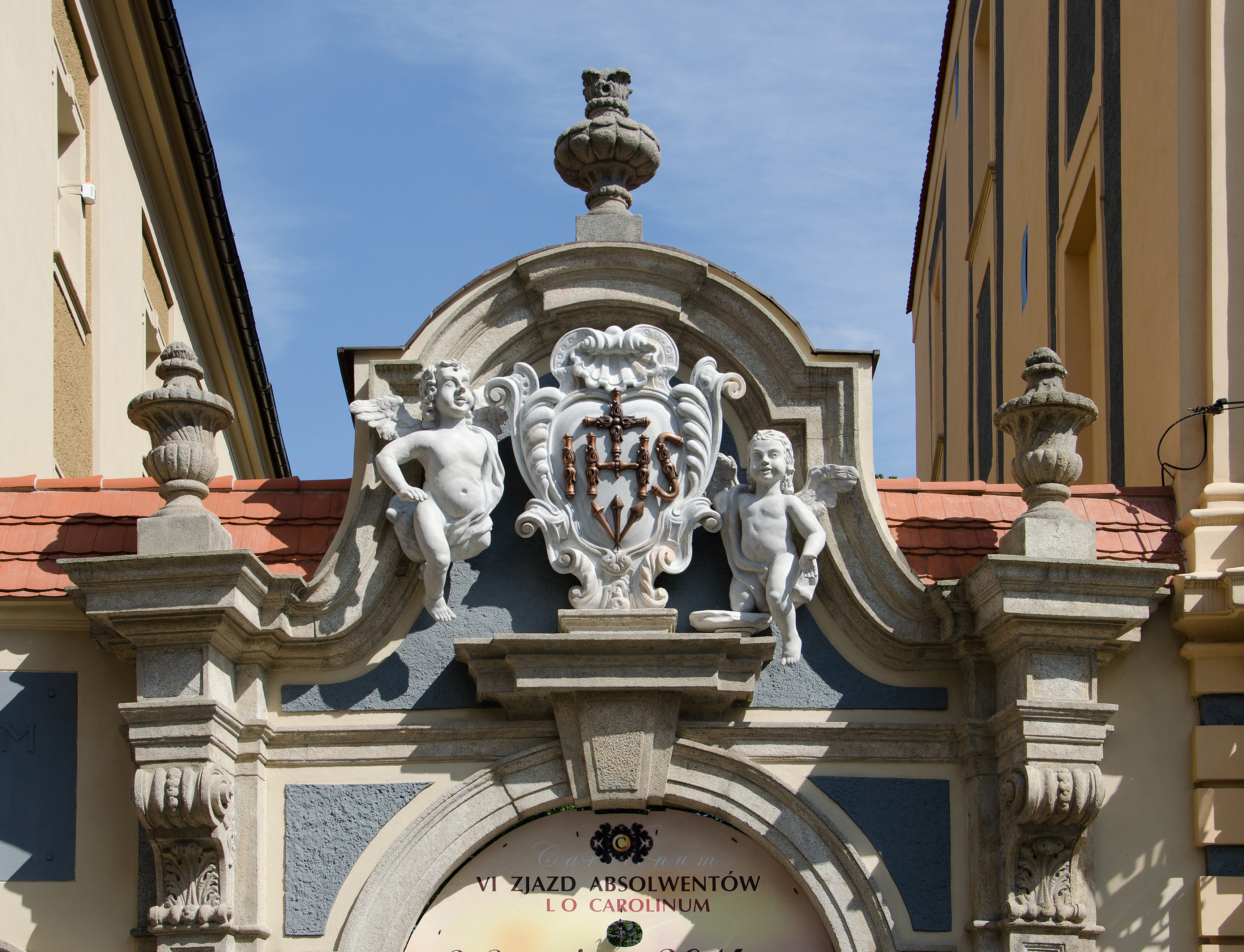
Kartusz nad głównym wejściem

Carolinum w Nysie – dawniej kolegium jezuickie, a obecnie nazwa nawiązującego do tradycji tej szkoły I Liceum Ogólnokształcącego im. Jana III Sobieskiego.

## Historia
Powstanie kolegium Carolinum wiąże się z przybyciem do Nysy jezuitów w roku 1622. W mieście istniało jednak już wówczas rozwinięte szkolnictwo. Do najważniejszych ówczesnych placówek edukacyjnych należały:
- szkoła parafialna przy kościele św. Jakuba, wzmiankowana w 1336 roku, pełniąca w latach 1417-1653 funkcję gimnazjum;
- Seminarium Germanicum założone w 1575 roku przez biskupa Marcina Gerstmanna;
- Pedagogium – szkoła dla dwunastu uczniów pochodzenia szlacheckiego, ufundowana przez biskupa Andrzeja Jerina.

Po sprowadzeniu jezuitów do Nysy biskup wrocławski arcyksiążę Karol Habsburg erygował 9 lutego 1623 roku szkołę zakonną nazwaną seminarium św. Anny – uroczyste otwarcie miało miejsce 23 kwietnia 1624 roku. Biskup zamierzał także utworzyć w Nysie prowadzony przez jezuitów uniwersytet, lecz nigdy nie doszło do realizacji tego projektu.
Patronką szkoły wybrana została św. Anna ze względu na to, że imię to nosiła wdowa po burmistrzu Nysy Anna Gebauer, która w hojnym testamencie 9 maja 1630 roku przeznaczyła na ten cel cały swój majątek.
Pierwszym rektorem tej uczelni został światowej sławy uczony, jezuita, matematyk i astronom, twórca helioskopu i odkrywca plam na Słońcu Christoph Scheiner.
Szkoła składała się z pięciu klas. Cieszyła się bardzo dobrą renomą, słynęła z wysokiego poziomu nauczania oraz z posiadania bogatego księgozbioru. Przybywała tu pobierać nauki młodzież z całego Śląska, jak również z Rzeczypospolitej.
Nysa wkrótce otrzymała z tego powodu miano Śląskich Aten (nieco później nazwana została także Śląskim Rzymem).
Największą świetność seminarium przeżywało w latach 1625-1642, za czasów biskupa Karola Ferdynanda Wazy, syna króla Polski Zygmunta III. Ta nowa uczelnia jezuicka bardzo szybko się rozwijała i wkrótce zyskała duże znaczenie.
Podczas wojny trzydziestoletniej, w 1642 roku budynek seminarium spłonął. Zniszczeniu uległa również biblioteka szkolna licząca około dwanaście tysięcy woluminów. W latach 1656–1657 wzniesiono nowy budynek, który odtąd stanowił siedzibę seminarium św. Anny.
Biskup Karol Ferdynand w latach 1669-1681 ufundował obecny, okazały gmach z przeznaczeniem dla nowo utworzonego kolegium jezuickiego, stanowiącego kontynuację seminarium św. Anny. Budynek został wzniesiony przy kościele Wniebowzięcia Najświętszej Maryi Panny przez Wacława Schullera z Ołomuńca. Wewnątrz mieściły się sale lekcyjne, pomieszczenia mieszkalne dla zakonników i uczniów, biblioteka, refektarz oraz apteka prowadzona przez zakonników.
Obok kolegium w latach 1722-1725 powstało przy wsparciu biskupa Ludwika von Neuburga gimnazjum jezuickie. Jego projekt przypisuje się architektowi Christophowi Tauschowi, a wykonanie –
Michałowi Kleinowi. W 1725 r. powstała bogato zdobiona brama, łącząca oba budynki.
Po przyłączeniu Śląska do Prus w roku 1742 kolegium podupadło. W 1773 roku, mimo kasaty zakonu przez papieża Klemensa XIV, król Fryderyk II pozwolił jezuitom pozostać w swej nyskiej siedzibie. Dopiero w wyniku pruskiej sekularyzacji z 1810 roku zakonnicy opuścili kolegium, a budynek został zmodernizowany i utworzono w nim królewskie gimnazjum katolickie. W roku 1848 jego dyrektorem po raz pierwszy została osoba świecka. Szkoła w 1924 roku otrzymała nazwę Carolinum na cześć założyciela seminarium św. Anny biskupa Karola Habsburga.
Wiosną 1945 roku, w czasie walk między wojskami niemieckimi a Armię Czerwoną Nysa uległa zniszczeniu, z budynków, w których za czasów niemieckich mieściły się szkoły średnie, ocalały tylko dwa. 
Utworzono w nich wkrótce państwowe Gimnazjum i Liceum Ogólnokształcące. Obecnie tradycje kolegium jezuickiego kontynuuje I Liceum Ogólnokształcące imienia Jana III Sobieskiego w Nysie, a także Państwowa Wyższa Szkoła Zawodowa w Nysie.
Do najbardziej znanych absolwentów nyskiego Carolinum zaliczani są:
- Michał Korybut Wiśniowiecki – późniejszy król Polski;
- Jakub Sobieski – syn Jana III Sobieskiego, pretendent do tronu polskiego;
- Konrad Bloch – laureat nagrody Nobla z dziedziny medycyny;
- Emanuel Sperner – niemiecki profesor matematyki;
- Constantin Wilhelm Lambert Gloger - pruski zoolog i ornitolog. Autor reguły Glogera.
- Otto Kretschmer - pruski, oficer marynarki U-Bootów, dowódca sił NATO COMNAVBALTAP.
- Eduard von Grützner - pruski malarz i grafik, symbolista.
- Rafał Urban – pisarz;
- Alfons Nossol – biskup ordynariusz opolski;
- Franciszek Trzeciak – aktor teatralny i filmowy, reżyser;
- Marta Klubowicz i Jacek Sobala – aktorzy;
- Janusz Sanocki – poseł na Sejm RP VIII kadencji;
- Jan Matura – historyk i sportowiec.
- Janusz Niekrasz – muzyk, gitarzysta basowy zespołów TSA i TSA Michalski Niekrasz Kapłon.

## Architektura
Brama z portykiem posiada barokowe dekoracje. Główny przejazd zwieńczony jest gzymsem z puttami, trzymającymi kartusz herbowy i wazonami. Obok znajduje się furtka dla pieszych. Wewnątrz, na wprost bramy, fragment dawnych murów obronnych zamyka dziedziniec, flankowany z obu stron budynkami gimnazjum i kolegium. Zachowała się częściowo średniowieczna basteja, stanowiąca obecnie boczne wyjście ze szkolnego dziedzińca na planty przy ulicy Lompy.
Bryła budynku kolegium wzniesiona została na planie litery „E”. Gmach w stylu barokowym, nawiązuje swą formą do typowej, jezuickiej architektury. Posiada pewne cechy wspólne z siedzibą kolegium Klementinum w Pradze.
We wnętrzu zachowały się dwa pomieszczenia o szczególnie bogatych dekoracjach – aula i biblioteka. Kolegium posiadało typowy dla jezuickich szkół i uniwersytetów program ideowy wystroju.
Znajdująca się w części środkowej gmachu, w przyziemiu ryzalitu obecna aula liceum to dawny refektarz, służący zakonnikom jako jadalnia i sala zebrań. W pomieszczeniu tym znajdują się:
- dwa supraporty ozdobione figurkami aniołków i wazonami;
- kartusze obramione draperią podtrzymywaną przez putta;
- wnęki z muszlami i medalionami;
- pola sklepienne z wykorzystaniem akantu i pęków kwiatów na wstęgach;
- zespół siedemnastowiecznych fresków przedstawiających sceny biblijne,uzupełnionych dekoracją stiukową z 1677 roku autorstwa włoskiego sztukatora Franciszka Cigno (Signo);
- malowidła w przyłuczach ukazujące św. Franciszka Ksawerego nawracającego pogan w Indiach;
- symboliczne przedstawienie jezuitów adorujących Świętą Rodzinę;
- alegoria miłosierdzia wobec chorych i ubogich;
- portrety papieża Klemensa XI, cesarza Józefa I, biskupa Karola Habsburga, Karola Ferdynanda Wazy i dodany później portret Fryderyka Wielkiego;
- obrazy przedstawiające świętych Pawła, Jana, Jakuba, Ignacego Loyolę, Franciszka Ksawerego, Alojzego Gonzagę, Franciszka Borgiasza i Stanisława Kostkę;
- dwa malowidła nawiązujące do funkcji refektarza jako jadalni – Jezus w domu Marty i Cudowne rozmnożenie chleba;
- jezuicka maksyma AMDG (Ad maiorem Dei gloriam – Na większą chwałę Bożą);
- wizerunek Chronosa jako symbolu przemijania czasu;
- typowy dla jezuickich kościołów i kolegiów monogram ich godła IHS (Jezus Hominum Salvator – Jezus Zbawca ludzi lub Jesum Habemus Socium – Jezusa mamy za sprzymierzeńca) w glorii słonecznych promieni.

Wyeksponowane tu zostały motywy gloryfikacji Kościoła i jego misji oraz służby Chrystusowi, którą pełni zakon jezuitów.
Z powodu zniszczeń wojennych z 1807 roku bogata dekoracja malarska pochodząca z 1680 roku nie zachowała się w całości do czasów obecnych. O jej poziomie artystycznym świadczą ocalałe freski w dawnej aptece i w sieni, łączące tematykę filozoficzną, religijną i astrologiczną. Malowidła te odkryto i poddano renowacji dopiero w 1904 roku. W lunetach umieszczone zostały inskrypcje farmaceutyczne. Freski ukazują starotestamentową historię o Tobiaszu, który otrzymał od archanioła Rafała lek przywracający wzrok jego ojcu. Jest to prefiguracja Chrystusa jako światła dla świata. Kolejne malowidła przedstawiają koncepcję przyrody jako źródła zdrowia i przejawu ukrytej Bożej siły. Umieszczono tu alegorie czterech żywiołów:
- Powietrze – przedstawione jako orły ciągnące rydwan z postaciami kobiet, którym towarzyszą ptaki i kwiaty. Kluczem do interpretacji treści dzieła jest zdanie: Wszystko poruszam i odżywiam, co ziemia stworzyła, lecz nic nie może beze mnie żyć;
- Ogień – symbolizują go salamandry, zaprzężone do rydwanu z kobietami. Jedna z nich ubrana jest w czerwony płaszcz, a druga trzyma płonącą pochodnię. Sentencja głosi: Wszystko niszczeje, jeśli nie jest przed ogniem chronione, lecz wszystko ożywa przez jego ciepło;
- Woda – jako płynące białe rumaki, ciągnące powóz z mitologicznymi bóstwami. Umieszczona inskrypcja objaśnia: Przez moją wilgotność rosną rośliny i muszle też rybom dają życie dzięki mojej sile;
- Ziemia – ukazana jako dwa woły ciągnące wóz z trzema postaciami kobiecymi, trzymającymi łopatę, snop zboża i kwiaty. Napis informuje: „Jak wszystkie początki rzeczy z ziemi pochodzą, tak też wszystko śmiertelne do niej powróci”.

Całość tych malowideł uzupełnia wątek astrologiczny w postaci dwunastu znaków Zodiaku, podkreślający związek Ziemi z Kosmosem.
Freski zdobiące klasztorną aptekę przedstawiają więc ówczesną wizję medycyny i farmacji – leki są darem ziemi, żywiołów i oddziaływania gwiazd. Obecnie jest tam wystawa trofeów zdobywanych przez uczniów.